# Nasavské vévodství
Nasavské vévodství (německy Herzogtum Nassau) byl stát v Německu. Vznikl v roce 1806, kdy se na Napoleonův příkaz sjednotily rozdrobené části Nasavska v jednotné vévodství. To bylo ale jako spojenec Rakouska roku 1866 anektováno Pruskem a v jeho rámci začleněno do provincie Hesensko-Nasavsko (kterou tvořilo dále bývalé svobodné město Frankfurt nad Mohanem a Hesensko-Kasselsko).

## Historie

Znak Nasavského vévodství

17. července 1806 se zbylá nasavská hrabství Nasavsko-Usingen a Nasavsko-Weilburg připojila k Rýnskému spolku. Pod Napoleonovým tlakem byla následně 30. srpna 1806 obě hrabství sloučena do jednotného Nasavského vévodství. Dohodou bývalých hrabat (Fridricha Augusta Nasavsko-Usingenského a jeho bratrance prince Fridricha Viléma Nasavsko-Weilburského) bylo ustanoveno, že Fridrich August se stane vévodou, a jelikož neměl dědice, vévodství po jeho smrti získá právě Fridrich Vilém. Ten ale 9. ledna 1816 náhle zemřel při pádu ze schodů jen dva týdny před bratrancovou smrtí. Nasavské vévodství tak v roce 1816 zdědil jeho syn Vilém a po dlouhé době bylo opět jednotné a podstatně rozšířené.
Na Vídeňském kongresu roku 1815 ztratilo Nasavsko část území ve prospěch Pruska, následně se stejně jako ostatní německé státy stalo členem Německého spolku.

### Vévodové
- Fridrich August (1806–1816)
- Vilém (1816–1839), syn Fridricha Viléma Nasavsko-Weilburského
- Adolf (1839–1866), nasavský vévoda do roku 1866, od roku 1890 velkovévoda lucemburský.

Po porážce Rakouského císařství v prusko-rakouské válce v roce 1866 bylo Nasavské vévodství jako spojenec Rakouska anektováno Pruskem. Vévoda Adolf byl zbaven trůnu a vévodství se spolu s dalšími anektovanými územími stalo součástí Pruského království jako provincie Hesensko-Nasavsko. Vévoda Adolf tak přišel o faktickou vládu v Nasavsku, titul mu ale zůstal. V roce 1890 zdědil po svém strýci Vilému III. velkovévodství Lucemburské.

## Galerie

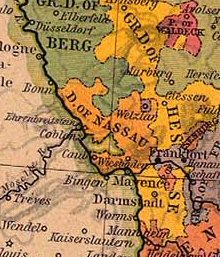
Nasavsko roku 1812
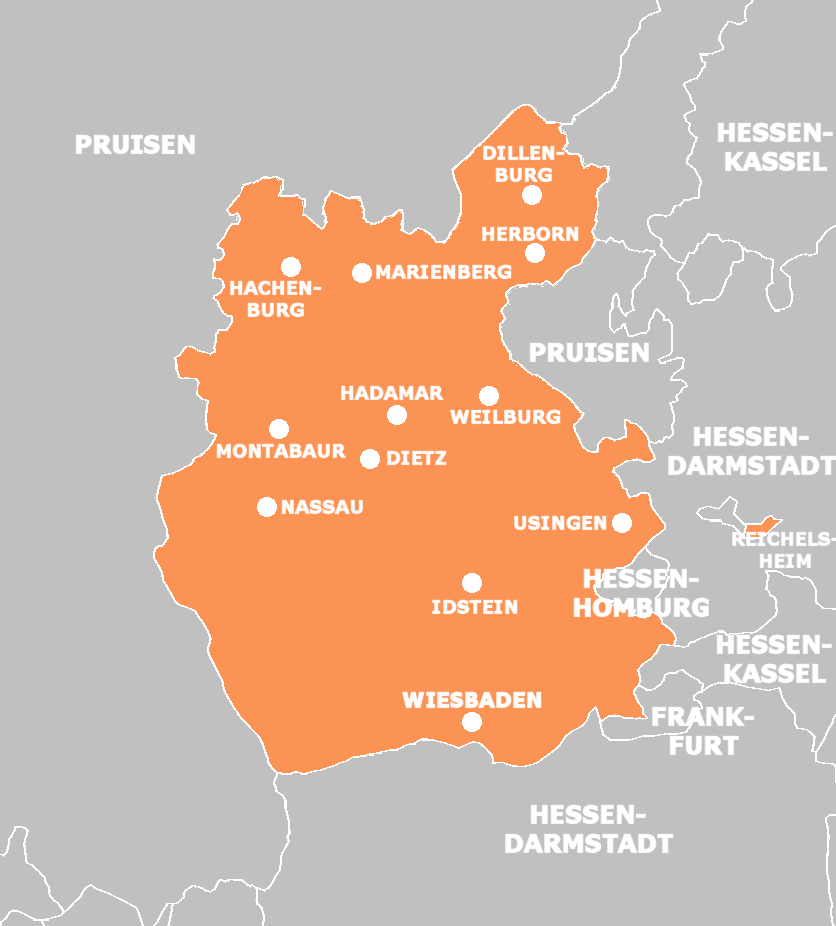
Nasavsko roku 1848